# Strange Beautiful Music
Strange Beautiful Music  studijski je album američkog rock instrumentaliste Joe Satriania koji izlazi u lipnju 2002.g. Album izdaje u suradnji s producentima John Cuniberti i Eric Caudieux.

## Popis pjesama
Sve pjesme napisao je Joe Satriani (osim koje su naznačene).
1. "Oriental Melody" – 3:53
2. "Belly Dancer" – 5:00
3. "Starry Night" – 3:53
4. "Chords of Life" – 4:12
5. "Mind Storm" – 4:10
6. "Sleep Walk" (Ann Farina) – 2:42
7. "New Last Jam" – 4:16
8. "Mountain Song" – 3:28
9. "What Breaks a Heart" – 5:17
10. "Seven String" – 4:00
11. "Hill Groove" – 4:07
12. "The Journey" – 4:07
13. "The Traveler" – 5:36
14. "You Saved My Life" – 5:02

### Bonus pjesme
Skladbe 15 i 16 su bonus dodatak, a naći će se kao sastavni dio kompilacijskog albuma The Electric Joe Satriani: An Anthology.
1. "The Eight Steps" - 5:44
2. "Slick" - 3:41

## Popis izvođača
- Joe Satriani - gitara,akustična gitara, bendžo, bas-gitara, klavijature
- Matt Bissonette - bas-gitara
- Jeff Campitelli - bubnjevi
- Eric Caudieux - klavijature and kompjuterska obrada
- Robert Fripp - gitara u skladbi "Sleep Walk"
- Gregg Bissonette - bubnjevi u skladbi "Belly Dancer"
- Pia Vai - harfa u skladbi "Chords Of Life"
- John Cuniberti - udaraljke